# Santo Sínodo

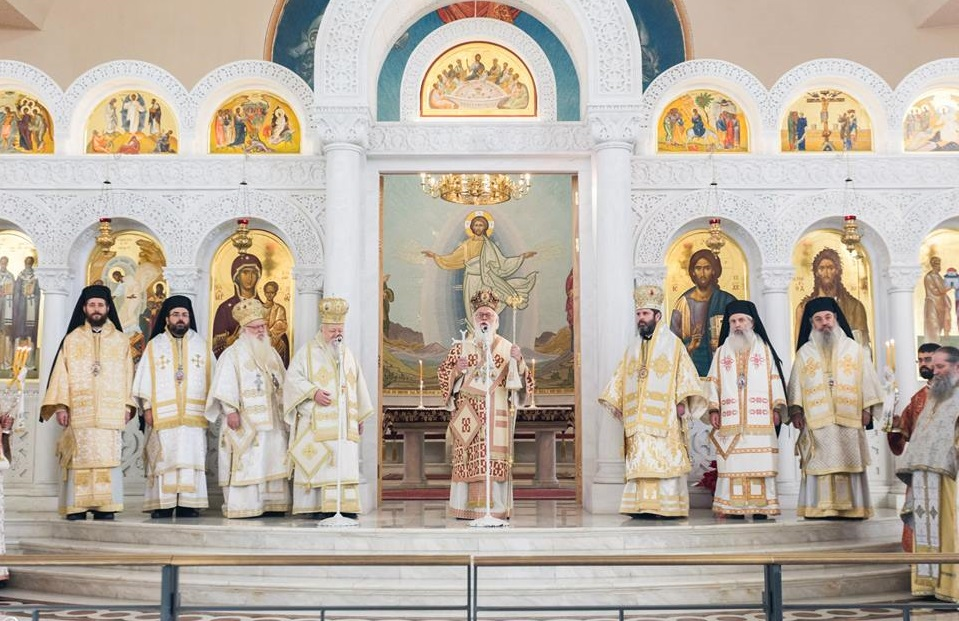
Santo Sínodo de la Iglesia ortodoxa albanesa

Santo Sínodo, en la cristiandad oriental, es el nombre que recibe el órgano de gobierno de muchas de las Iglesias ortodoxas, Iglesias ortodoxas orientales e Iglesias católicas orientales, conformado por los obispos de la Iglesia autónoma o autocéfala respectiva. Es convocado por el patriarca, arzobispo u obispo metropolitano que preside la Iglesia y está dotado de poder legislativo, judicial y, en ciertos casos, también administrativo.
Al sínodo le corresponde la elección de los obispos, incluido el patriarca, goza de potestad legislativa para emanar leyes (lo cual abarca lógicamente las cuestiones litúrgicas) y es considerado la instancia judicial superior dentro de su Iglesia. Aunque los sínodos sean presididos por un patriarca, este no puede tomar decisiones tales como erigir una eparquía sin el consentimiento del sínodo, pues en la estructura sinodal de las Iglesias orientales los obispos son considerados como iguales entre sí, de forma que si bien un patriarca o arzobispo puede presidir una Iglesia como padre y cabeza, el sínodo es quien tiene la potestad plena.
En las Iglesias católicas orientales cada Iglesia patriarcal y arzobispal mayor cuenta con su sínodo de obispos. No obstante, el organismo sinodal deliberativo en las Iglesias metropolitanas sui iuris es llamado consejo de jerarcas, el cual ayuda en el gobierno de la Iglesia aunque en dependencia directa del papa; así, cuenta con potestad en materia litúrgica y poder legislativo, pero las leyes que prepara solo pueden ser promulgadas con la aprobación de la Santa Sede, además, no es competente para elegir los obispos de la Iglesia, como lo hacen los sínodos patriarcales y archiepiscopales mayores, sino que debe elegir tres candidatos que presenta a la Santa Sede para que el romano pontífice realice el nombramiento.
En el caso de Rusia, al ser ser abolida la institución del patriarcado por el zar Pedro el Grande en 1701, la dirección de la Iglesia ortodoxa rusa durante los años 1721-1917 le correspondió al llamado Santísimo Sínodo Gobernante (Священный Синод Русской православной церкви). Tras la Revolución de Octubre de 1917, el patriarcado fue restituido a principios de 1918 al ser proclamada la separación del Estado y la Iglesia por el gobierno del Sovnarkom.

## Nota
1. ↑  A diferencia de las Iglesias ortodoxas autocéfalas, en las Iglesias católicas orientales la potestad plena corresponde al obispo de Roma, quien ejerce la autoridad suprema de la Iglesia.